# Hirotarō Narabayashi
Hirotarō Narabayashi (jap. 楢林博太郎 Narabayashi Hirotarō; ur. 4 września 1922 w Kobe, zm. 18 marca 2001) – japoński lekarz neurochirurg.
Urodził się w Kobe w rodzinie o wielowiekowej tradycji lekarskiej, mającej korzenie w Nagasaki. Jego przodkiem był Chinzan Narabayashi, który nauczył się zachodniej medycyny od holenderskich lekarzy w Dejimie w XVII wieku. Hirotarō studiował na uczelni medycznej w Tokio, gdzie w 1946 otrzymał dyplom lekarza, a w 1955 tytuł doktorski. W tym samym roku został profesorem nadzwyczajnym na Wydziale Neuropsychiatrii Szkoły Medycznej Uniwersytetu Juntendo w Tokio. W 1964 został profesorem zwyczajnym, a od 1968 do 1988 piastował funkcje profesora i szefa Wydziału Neurologii na tymże uniwersytecie.
Mimo że początkowo chciał być neuropsychiatrą, wkrótce dokonał istotnych dokonań na polu neurochirurgii i jest pamiętany jako jeden z pionierów neurochirurgii stereotaktycznej, zwłaszcza w leczeniu choroby Parkinsona. W 1949 skonstruował ramę i urządzenie stereoaktyczne, opierając się na tych zastosowanych przez Victora Horsleya i Roberta H. Clarke'a, zainspirowany doświadczeniami nauczyciela Teizo Ogawy. W 1951 wykonał pierwszy zabieg stereotaktyczny, polegający na pallidotomii (celowym uszkodzeniu gałki bladej) u dziecka z atetozą i dwa lata później opublikował swoje wyniki. W 1952 przy pomocy oleju prokainowego uszkodził stereotaktycznie gałkę bladą u pacjenta z chorobą Parkinsona, uzyskując poprawę sztywności i drżenia u tego pacjenta. W 1957 założył prywatną klinikę, która wkrótce stała się jednym z czołowych ośrodków stereotaktycznego leczenia neurochirgicznego choroby Parkinsona. W swojej ponadczterdziestoletniej pracy naukowej opublikował około 200 prac w recenzowanych czasopismach medycznych.
Doktor Narabayashi był znany ze swojej pokory, skromności i współczucia dla pacjentów. Wygłaszał odczyty na całym świecie, w tym w 1974 r. na Kubie, gdzie odwiedził Kubański Instytut Nauk Neurologicznych. Spotkał się z nim sam Fidel Castro, który podarował mu opakowanie cygar z banderolami "dla Hiro od Fidela".
Hirotarō Narabayashi zmarł na chorobę serca w 2001 r., pięć miesięcy po śmierci żony. Został pochowany na cmentarzu w rodzinnym Nagasaki. Pozostawił trójkę dorosłych dzieci, z których najmłodszy Yosuke również jest lekarzem.